# バルダ県
バルダ県(バルダけん、Bərdə)はアゼルバイジャン中央部のアラン経済地区の県。
県都はバルダ。
2011年の人口は14万3900人。
北から時計回りに
- イェヴラフ県
- アグダシュ県
- ザルダブ県（英語版）
- アグジャバディ県
- アグダム県
- タルタル県（英語版）

に接する。